# Петровская, Славянка
Славянка Петровская (макед. Славјанка Петровска; род. 11 января 1982, Скопье) — северомакедонский политический и государственный деятель. Член «Социал-демократического союза Македонии» (СДСМ). Министр обороны Северной Македонии с 16 января 2022 года по 23 июня 2024 года. В прошлом — депутат Собрания Северной Македонии (2020—2022).

## Биография
Родилась 11 января 1982 года в Скопье, столице Социалистической Республики Македония в составе СФРЮ.
Окончила начальную и среднюю школу в Скопье. Окончила юридический факультет имени Юстиниана I Университета Святых Кирилла и Мефодия в Скопье. В настоящее время учится в магистратуре в области административного права на юридическом факультете имени Юстиниана I Университета в Скопье.
С 2003 по 2006 год работала в Секретариате по европейским делам правительства Северной Македонии.
С 2006 по 2008 год работал в Собрании Северной Македонии, в секторе международного сотрудничества, а с 2008 по 2015 год работал в секторе поддержки Национального совета европейской интеграции Собрания Северной Македонии.
С декабря 2015 по май 2016 года и с сентября по декабрь 2016 года работала в кабинете министра внутренних дел Оливера Спасовского (СДСМ), а с июня 2017 года была шефом кабинета того же министра. В этот период она также была вице-председателем двух рабочих групп, отвечающих за реализацию реформ в службах безопасности и разведки и системе мониторинга связи.
Очень хорошо говорит по-английски и знает итальянский и русский языки.

## Политическая карьера
Член «Социал-демократического союза Македонии» (СДСМ).
3 января 2020 года она была избрана Собранием Северной Македонии дополнительным заместителем министра внутренних дел Наче Чулева в техническом правительстве под руководством премьер-министра Оливера Спасовского, которое организовало и провело досрочные парламентские выборы 15 июля 2020 года.
Заняла место депутата Собрания Северной Македонии вместо Оливера Спасовского, назначенного 31 августа 2020 года министром внутренних дел в правительстве под руководством премьер-министра Зорана Заева. Была членом Законодательно-юридической комиссии, Комиссии по надзору за реализацией мер по мониторингу коммуникации и Комиссии по надзору за работой Агентства национальной безопасности и Агентства разведки. Являлась депутатом до вступления в должность министра обороны. Её сменила Санела Шкриель (Санела Шкријељ).
16 января 2022 года назначена министром обороны в правительстве под руководством премьер-министра Димитара Ковачевского (СДСМ).

## Награды
Указом президента Украины Владимира Зеленского от 4 сентября 2023 года награждена орденом княгини Ольги I степени «за весомый личный вклад в укрепление межгосударственного сотрудничества, поддержку государственного суверенитета и территориальной целостности Украины, популяризацию украинского государства в мире».